# Jelena Orłowa
Jelena Sidorczenkowa-Orłowa, ros. Елена Николаевна Орлова (Сидорченкова) (ur. 30 maja 1980) – rosyjska lekkoatletka specjalizująca się w biegach długodystansowych.

## Osiągnięcia
| Rok  | Impreza                                   | Miejsce    | Konkurencja                   | Pozycja           | Wynik    |
| ---- | ----------------------------------------- | ---------- | ----------------------------- | ----------------- | -------- |
| 2003 | Halowe mistrzostwa świata                 | Birmingham | bieg na 3000 m                | el. – 17. miejsce | 9:13,51  |
| 2006 | Mistrzostwa świata w biegach przełajowych | Fukuoka    | bieg przełajowy (4 km)        | 27. miejsce       | 13:32    |
| 2006 | Superliga pucharu Europy                  | Malaga     | bieg na 3000 m z przeszkodami | 1. miejsce        | 9:45,73  |
| 2006 | Mistrzostwa Europy                        | Göteborg   | bieg na 3000 m z przeszkodami | 6. miejsce        | 9:38,05  |
| 2007 | Superliga pucharu Europy                  | Monachium  | bieg na 3000 m z przeszkodami | 5. miejsce        | 10:03,43 |
| 2008 | Halowy puchar Europy                      | Moskwa     | bieg na 3000 m                | 1. miejsce        | 8:57,78  |
| 2008 | Halowe mistrzostwa świata                 | Walencja   | bieg na 3000 m                | 11. miejsce       | 9:01,81  |
| 2009 | Superliga drużynowych mistrzostw Europy   | Leiria     | bieg na 3000 m z przeszkodami | 3. miejsce        | 9:36,88  |
| 2009 | Mistrzostwa świata                        | Berlin     | bieg na 3000 m z przeszkodami | el. – 22. miejsce | 9:37,16  |
| 2012 | Igrzyska olimpijskie                      | Londyn     | bieg na 3000 m z przeszkodami | el. – 18. miejsce | 9:33,14  |

Wielokrotna medalistka mistrzostw Rosji. Reprezentantka kraju w meczach międzypaństwowych.

## Rekordy życiowe
- Bieg na 3000 metrów z przeszkodami – 9:22,15 (2009)
- Bieg na milę (hala) – 4:24,53 (2008)
- Bieg na 3000 metrów (hala) – 8:43,88 (2006)
- Bieg na 2000 metrów z przeszkodami (hala) – 6:06,11 (12 lutego 2012, Moskwa) były halowy rekord świata[4]